# Антония Петрова
Антония Петрова-Батинкова е български модел и светска личност, „Мис България“ 2009 и „Мисис Русия“ 2012.

## Детство и образование
Родена е на 13 май 1984 г. в Пазарджик. Родителите ѝ, Ана и Иван Петрови, са инженери. Завършва УНСС с две висши образования – Международни икономически отношения и Право. Специализира руски език и финанси в Москва през 2006 и 2008 г. Има лиценз за дилър и брокер на Руската фондова борса.
Управител е на фирмата за юридически, финансови и икономически консултации „Инвестмънт енд Файненшъл Кънсълтънтс“, а също така е юрисконсулт и арбитър в Арбитражния съд към Европейска юридическа палата.

## Кариера
Петрова печели две национални титли за красота – „Мис България“ 2009 и „Мисис Русия“ 2012. През 2013 г. в Китай печели 5-о място на престижния конкурс „Мисис Свят“ като представя Русия.

## Личен живот
На 21 март 2012 г. сключва брак с дългогодишния си приятел Александър Бередин в Москва. Двамата са заедно от 2006 г. Развеждат се през 2017 г.
На 17 юни 2018 г. се жени за бизнесмена Ивайло Батинков в Гърция. На 17 януари 2019 г. се ражда нейното първо дете – Благовест.